# タイン・アンド・ウィア統監
タイン・アンド・ウィア統監（タイン・アンド・ウィアとうかん、英語: Lord Lieutenant of Tyne and Wear）は、イギリスの官職。統監の1つで、タイン・アンド・ウィアを担当する。1972年地方行政法でイングランドおよびウェールズの地方自治体再編が行われ、同法第218(1)条によりグレーター・ロンドンおよび各都市・非都市カウンティに統監が1人ずつ任命されることとなった。同法でタイン・アンド・ウィアが設立されたため、1974年の同法施行とともにタイン・アンド・ウィア統監が任命された。

## 一覧
- 1974年4月1日 – 1984年：サー・ジェームズ・スティール[3]
- 1984年7月4日 – 2000年：サー・ラルフ・ハリー・カー＝エリソン（英語版）[3]
- 2001年1月29日 – 2015年1月12日：ナイジェル・シャーロック（英語版）[3][4]
- 2015年1月12日 – 2022年5月18日：スーザン・マーガレット・ウィンフィールド[4][5]
- 2022年5月18日 – ：ルーシー・ウィンスケル（英語版）[5]